# Paydret
 (décembre 2020).
Si vous disposez d'ouvrages ou d'articles de référence ou si vous connaissez des sites web de qualité traitant du thème abordé ici, merci de compléter l'article en donnant les références utiles à sa vérifiabilité et en les liant à la section « Notes et références ».
Le paydret ou patois du Pays de Retz est une langue d'oïl parlée dans le Pays de Retz en Loire-Atlantique. 
Les caractéristiques de cette langue la rendent difficile à classer pour les linguistes spécialistes des langues d'oïl. Le paydret présente en effet des traits poitevins nombreux, mais aussi des caractéristiques qui le rapprochent du gallo. 
Encore relativement parlé, le paydret a tendance à se fondre dans le français, étant proche de lui comme toute langue d'oïl.

## Phonologie
Le paydret ne présente pas de sons qui soient inconnus au français. Il présente en revanche de nombreuses évolutions phonologiques divergentes par rapport au français classique. La plus spectaculaire de ces divergences est peut-être l'évolution de -o- latin vers -ou- au lieu de -eu- en position accentuée :
| Latin    | Paydret | Français |
| -------- | ------- | -------- |
| hora     | houre   | heure    |
| *dulcior | douçour | douceur  |
| terrosus | terroux | terreux  |
| cor      | cour    | cœur     |
| nodus    | noud    | nœud     |

Pour ce qui est de l'évolution du -é- latin (et parfois -i- devenu -é- en bas-latin), qui nous a donné -oi- en français classique mais était resté au stade -ei- ou -ai- dans une large partie du domaine d'oïl occidental, le paydret, tout comme le patois nord-est du Poitou, ne présente une seule réalisation phonétique mais plusieurs selon les contextes. Cette caractéristique se retrouve également dans les parlers des Pays de la Loire comme l'orléanais ou le tourangeau (bien que l'angevin en soit écarté, présentant lui une réalisation -ai- assez générale). Voici quelques exemples des réalisations de -é- latin en paydret :
| Latin                                 | Paydret         | Français                   |
| ------------------------------------- | --------------- | -------------------------- |
| diréctus                              | dret            | droit                      |
| vecínus (de vicínus)                  | voésin          | voisin                     |
| me                                    | maï             | moi                        |
| crédere                               | crère ou craire | croire                     |
| vedére                                | voér            | voir                       |
| *pescionus (de *piscionus, de piscis) | poesson         | poisson                    |
| ego volébam                           | je voulas       | je voulais (de je vouloie) |
| ille volébat                          | il voulait      | il voulait (de il vouloit) |

L'ancienne diphtongue au du français médiéval (aujourd'hui prononcée /o/ en français classique mais que les Québécois diphtonguisent encore) est maintenue dans la majeure partie du pays de Retz. Pour faire sentir la diphtongue, ce son est souvent orthographié aou :
| Latin    | Paydret  | Français |
| -------- | -------- | -------- |
| alter    | aoutre   | autre    |
| altus    | haout    | haut     |
| malus    | maou     | mal      |
| caballus | chevaou  | cheval   |
| caballos | chevaoux | chevaux  |

La triphtongue iau de l'ancien français (et ses variantes régionales eu, ieu, eau), ancêtre du graphème eau, a évolué en une diphtongue éou en paydret :
| Latin     | Paydret  | Français         |
| --------- | -------- | ---------------- |
| bellus    | béou     | beau             |
| aqua      | éou      | eau              |
| castellus | châtéou  | château          |
| canalis   | chenéou  | cheneau / chenal |
| castellos | châtéoux | châteaux         |

L suivant une consonne se vocalise ou se mouille le plus souvent. Cette évolution est généralement notée en remplaçant l par un i (sauf dans les cas où la voyelle suivante est également un i, alors cette évolution phonétique n'est pas écrite) :
| Latin     | Paydret  | Français |
| --------- | -------- | -------- |
| applanire | apiangir | aplanir  |
| flor      | fiour    | fleur    |
| plenus    | pien     | plein    |
| clocca    | quioche  | cloche   |
| ecclesia  | église   | église   |

## Grammaire
Le paydret diverge du français classique en de nombreux points.

### Articles

#### Les adjectifs démonstratifs
L'adjectif démonstratif paydret présente des formes en qu- proches de celles des parlers poitevins et en tout cas très différentes de celles du français classique :
Ce Noël sera meilleur que celui de l'an dernier.
Deviendra :
Quou Naou sera meillour que le quou de l'an dernier.
|           | Masculin   | Féminin |
| --------- | ---------- | ------- |
| Singulier | quou, queu | qualle  |
| Pluriel   | ques       | ques    |

### Verbes

#### Conjugaison

##### Présent de l'indicatif
Voici un tableau récapitulatif des conjugaisons pour les trois groupes :
| Personne  | 1er groupe   | 2e groupe     | 3e groupe   |
| --------- | ------------ | ------------- | ----------- |
| 1re sing. | je chante    | je finis      | je vends    |
| 2e sing.  | tu chantes   | tu finis      | tu vends    |
| 3e sing.  | il chante    | il finit      | il vend     |
| 1re plur. | je chantons  | je finissons  | je vendons  |
| 2e plur.  | vous chantez | vous finissez | vous vendez |
| 3e plur.  | ils chantont | ils finissont | ils vendont |

Au présent de l'indicatif, les deux différences systématiques entre le paydret et le français classique sont :
- le pronom je à la place de nous à la première personne du pluriel (comme évoqué plus haut) ;
- la terminaison -ont au lieu du -ent muet du français classique (cette caractéristique se retrouve dans de nombreux parlers régionaux dans le domaine d'oïl et les parlers de l'Ouest l'ont transmise aux français acadien et louisianais).

##### Imparfait de l'indicatif
Voici un tableau récapitulatif des conjugaisons pour les trois groupes :
| Personne  | 1er groupe    | 2e groupe      | 3e groupe    |
| --------- | ------------- | -------------- | ------------ |
| 1re sing. | je chantas    | je finissas    | je vendas    |
| 2e sing.  | tu chantas    | tu finissas    | tu vendas    |
| 3e sing.  | il chantait   | il finissait   | il vendait   |
| 1re plur. | je chantions  | je finissions  | je vendions  |
| 2e plur.  | vous chantiez | vous finissiez | vous vendiez |
| 3e plur.  | ils chantiont | ils finissiont | ils vendiont |

À l'imparfait de l'indicatif, l'originalité du paydret est le developpement des terminaisons -as et -as aux 1re et 2e personnes du singulier ainsi que les terminaisons -ions et -iont aux 1e et 3e personnes du pluriel. Ces deux particularités du paydret se sont exportées en Nouvelle-France : le québécois parlé dit j'vendas pour je vendais et les Acadiens et Louisianais disent régulièrement ils faisiont ou ils disiont pour ils faisaient et ils disaient.